# Clementine Kinderhospital
Das Clementine Kinderhospital ist ein Krankenhaus mit rund 80 Betten im Ostend in Frankfurt am Main. Als einziges Frankfurter Krankenhaus ist es auf die Behandlung von Kindern und Jugendlichen spezialisiert. Neben einer qualifizierten kinderärztlichen Grundversorgung bietet das Krankenhaus eine Betreuung chronisch erkrankter Kinder in verschiedenen Spezialambulanzen. Durch den Zusammenschluss mit dem Bürgerhospital Frankfurt wurde 2009 das Leistungsangebot im Bereich der Kinder- und Jugendmedizin erweitert. Das Clementine Kinderhospital ist ein Lehrkrankenhaus des Universitätsklinikums Frankfurt.

## Fachbereiche

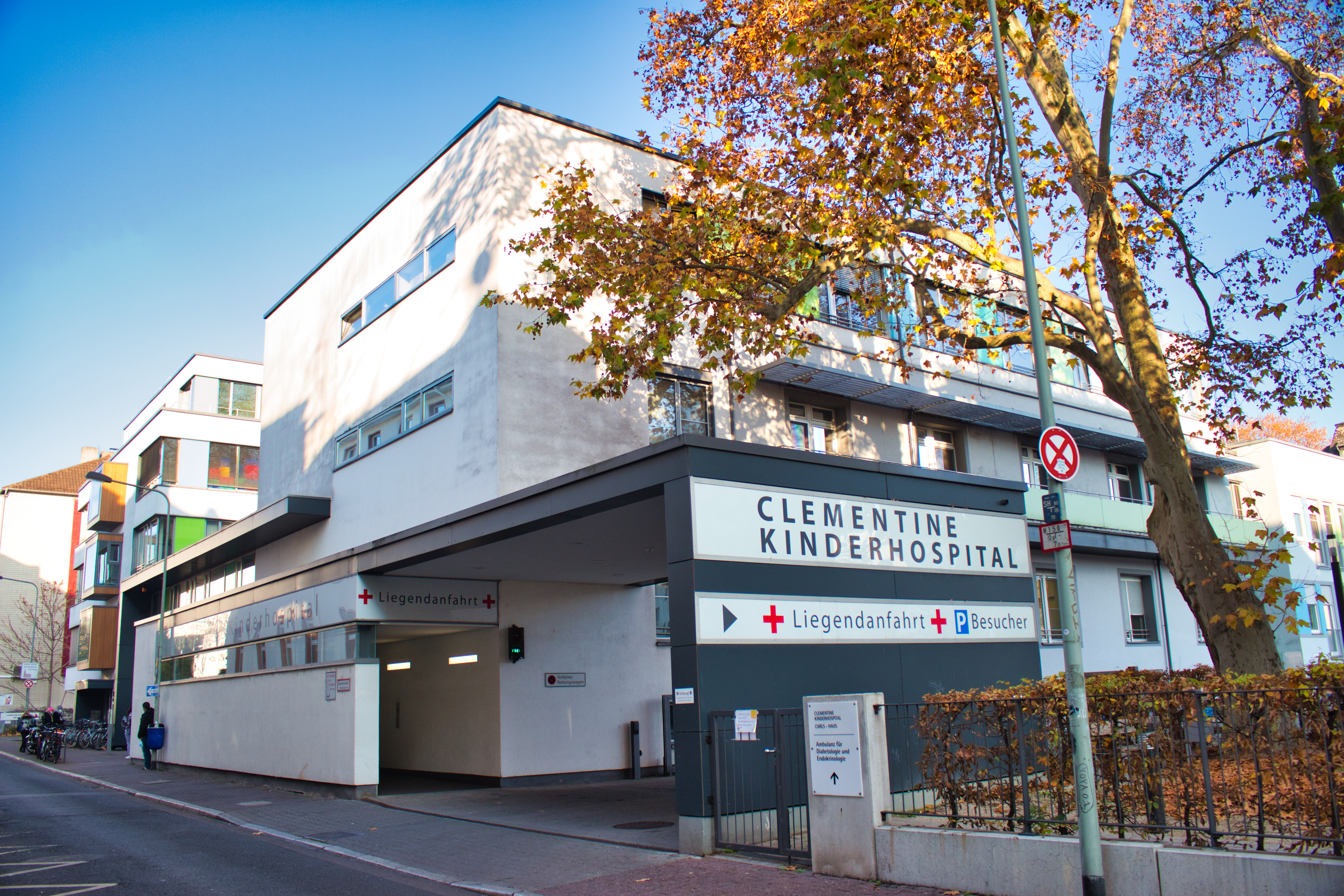
Einfahrt des Clementine Kinderhospitals, Theobald-Christ-Straße

Das Clementine Kinderhospital ist in folgende Fachabteilungen gegliedert: Allgemeine Kinder- und Jugendmedizin, Diabetologie und Endokrinologie, Neonatologie, Nephrologie, Neurologische Frührehabilitation, Neuropädiatrie, Pneumologie und Allergologie, Psychosomatik und Rheumatologie.
Das Clementine Kinderhospital ist ein wichtiger Kooperationspartner des nach PeriZert zertifizierten Perinatalzentrums Level 1 am Bürgerhospital Frankfurt.
Die Abteilung Klinik für Kinder- und Jugendpsychsomatik ist durch der Deutsche Gesellschaft für Trans*- und Inter*geschlechtlichkeit zertifiziert.
Das Clementine Kinderhospital erreichte als eines von drei hessischen Krankenhäusern mehrfach GOLD-Level bei der „Aktion Saubere Hände“.

## Geschichte
Der Frankfurter Kinderarzt Johann Theobald Christ gründete 1835 testamentarisch die Dr. Christ’sche Stiftung, mit deren Geld im gleichen Jahr das Dr. Christ’sche Kinderhospital für arme Kinder am heutigen Standort errichtet wurde. Louise Freifrau von Rothschild gründete 1875 im Andenken an ihre verstorbene Tochter Clementine die Stiftung Clementine Kinderhospital und legte damit den Grundstein für das Clementine Mädchenspital in der Bornheimer Landwehr im Nordend. Beide Krankenhäuser wurden im Zweiten Weltkrieg durch die Luftangriffe auf Frankfurt am Main zerstört. 1954 errichteten die beiden Stiftungen gemeinsam das heutige Krankenhaus in der Theobald-Christ-Straße im Frankfurter Ostend.
1974 schlossen sich die beiden Stiftungen zur heutigen Clementine Kinderhospital Dr. Christ’schen Stiftung zusammen. 2009 fusionierten die beiden Frankfurter Stiftungskrankenhäuser, das Bürgerhospital und das Clementine Kinderhospital, unter gemeinsamer Trägerschaft. Seit 2014 firmiert der Träger als Bürgerhospital und Clementine Kinderhospital gGmbH.
Die Clementine Kinderhospital Dr. Christ’sche Stiftung unterstützt das Kinderkrankenhaus weiterhin finanziell.